# Conocephalomima barameda
Conocephalomima barameda är en insektsart som beskrevs av Rentz, D.C.F. 2001. Conocephalomima barameda ingår i släktet Conocephalomima och familjen vårtbitare. Inga underarter finns listade i Catalogue of Life.